# Chondracanthus genypteri
Chondracanthus genypteri is een eenoogkreeftjessoort uit de familie van de Chondracanthidae. De wetenschappelijke naam van de soort is voor het eerst geldig gepubliceerd in 1890 door Thomson G.M..